# Xã Grant, Quận Stone, Missouri
Xã Grant (tiếng Anh: Grant Township) là một xã thuộc quận Stone, tiểu bang Missouri, Hoa Kỳ. Năm 2010, dân số của xã này là 669 người.